# Blevice
Blevice település Csehországban, a Kladnói járásban. Blevice Zákolany, Koleč, Otvovice és Slatina településekkel határos. Lakosainak száma 285 fő (2024. január 1.).

## Népesség
A település lakosságának változását az alábbi diagram mutatja:
| Lakosok száma | 342  | 453  | 488  | 349  | 316  | 285  | 287  | 284  | 286  | 285  |
|               | 1869 | 1900 | 1921 | 1961 | 1980 | 2011 | 2016 | 2019 | 2021 | 2024 |